# Уссейну Кавен Діань
Уссейну Кавен Діань (фр. Ousseynou Cavin Diagne, нар. 5 червня 1999, Дакар) — сенегальський футболіст, півзахисник клубу «Ле-Ман».

## Клубна кар'єра
Народився 5 червня 1999 року в місті Дакар. Розпочав займатись футболом на батьківщині у клубі «Дару Салам», після чого перебрався до Іспанії, де грав на юнацькому рівні за клуби «Малага», «26 Фебреро» та «Кадіс»
2018 року уклав контракт з французьким «Ле-Маном». Станом на 28 травня 2019 року відіграв за команду з Ле-Мана 3 матчі в національному чемпіонаті.

## Виступи за збірну
З 2017 року залучався до складу молодіжної збірної Сенегалу, у складі якої у 2017 та 2019 роках ставав фіналістом молодіжного (U-20) чемпіонату Африки. Цей результат дозволив команді кваліфікуватись на молодіжний чемпіонат світу 2019 року, куди поїхав і Уссейну. На молодіжному рівні зіграв у 18 офіційних матчах, забив 3 голи.